# Motorola One
Motorola One (stilisiert als MotorolaOne) ist eine von Motorola Mobility entwickelte Android-Smartphone-Reihe. Bislang wurden fünf Modelle veröffentlicht, wovon das erste 2018 erschien.
Außerhalb dieser Reihe gibt es von Motorola bislang keine weiteren Geräte, die mit Android One betrieben werden. Motorola bietet für die Geräte drei Jahre lang Sicherheits-Updates und zwei umfassendere Aktualisierungen von Android One an.

## Veröffentlichungen

### Motorola One (in Asien auch als P30 Play bekannt)
Die Ersterscheinung der Serie wurde einfach mit Motorola One bezeichnet, also identisch zur Produktreihe, wobei in Teilen Asiens auch die Alternative P30 Play verwendet wurde. In Europa war es erstmals flächendeckend im September 2018 zu einem Straßenpreis um die 300 € erhältlich. Im Inneren steckt ein Qualcomm Snapdragon 625 SoC. Die Speichererweiterbarkeit mittels µSD-Karten wird bis zu einer Größe von 256 GB garantiert.

### Motorola One Vision
Das zweite Gerät der Reihe nennt sich Motorola One Vision. Mit einer rückseitigen 48-MP-Kamera und einem gegenüber dem Vorgänger größeren Bildschirm war es ab Mai 2019 für denselben Listenpreis erhältlich. Der interne Flash-Speicher lässt sich offiziell mit µSD-Karten bis zu einer Kapazität von 1 TB erweitern.

### Motorola One Action
Die dritte Inkarnation hört auf den Namen Motorola One Action und erschien im August 2019 mit einem Einführungspreis um die 260 €. Es ist das erste Gerät überhaupt, welches Videos im Querformat aufzeichnet, während es im Hochformat gehalten wird. Sowohl Dual- als auch Single-SIM Varianten sind für das mit einem Samsung Exynos 9 SoC angetriebene Modell erhältlich. Der SoC blieb gegenüber dem Vorgängermodell unverändert.

### Motorola One Zoom
Das vierte Mitglied der Serie trägt den Titel Motorola One Zoom. Ab September 2019 für um die 420 € erhältlich und damit das teuerste Modell der Serie, vereint es rückseitig vier verschiedene Kameralinsen mit optischer Bildstabilisierung. Neben einer Linse für Ultra-Weitwinkel-Aufnahmen, einer für Tiefenschärfe und einem Teleobjektiv mit optischem Zoom, kann der Sensor der 48-MP-Hauptkamera die Messwerte von jeweils 4 Pixel zu einem zusammenfügen, um so z. B. Bildaufnahmen in lichtarmen Umgebungen gegenüber jenen von herkömmlichen 12 MP Sensoren zu verbessern. Die Plattform wird von einem Qualcomm Snapdragon 675 SoC angetrieben und besitzt entgegen den anderen Modellen keine IP-Zertifizierung.

### Motorola One Macro
Fünfte und bislang letzte Veröffentlichung ist das Motorola One Macro. Es wird seit Oktober 2019 als Einstiegsmodell mit einer besonderen Makrokamera beworben und ist zur Markteinführung für ca. 130 € verfügbar. Der SoC im Inneren des Modells stammt entgegen der Vorfolgemodelle weder von Qualcomm noch von Samsung, sondern von MediaTek und nennt sich Helio P70.

## Spezifikationen
| Modellname                                   | Motorola One / P30 Play                                              | Motorola One Vision                                         | Motorola One Action | Motorola One Zoom | Motorola One Macro                                                                 |
| -------------------------------------------- | -------------------------------------------------------------------- | ----------------------------------------------------------- | --- | --- | ---------------------------------------------------------------------------------- |
| Erscheinungsdatum                            | Oktober 2018                                                         | Mai 2019                                                    | August 2019 | September 2019 | Oktober 2019                                                                       |
| Gehäusematerial                              |                                                                      | Vorn und Hinten: Gorilla Glass 3 Rahmen: Polycarbonat       | Vorn: Gorilla Glass 3 Hinten: Glasstic Rahmen: Polycarbonat                                                                          | Vorn: Panda King Glass Hinten: Gorilla Glass 3 Rahmen: Aluminium | Vorn: Gorilla Glass 3 Hinten: Glasstic Rahmen: Polycarbonat                        |
| SIM-Typ                                      | Single/Dual Nano-SIM Dual stand-by                                   | Single/Dual Nano-SIM Dual stand-by                          | Single/Dual Nano-SIM Dual stand-by                                                                                                   | Single/Dual Nano-SIM Dual stand-by | Single/Dual Nano-SIM Dual stand-by                                                 |
| Bildschirmgröße in Zoll                      | 5.9                                                                  | 6.3                                                         | 6.3 | 6.4 | 6.2                                                                                |
| Bildschirmauflösung und Seitenverhältnis     | 720 × 1520 (9:19)                                                    | 1080 × 2520 (9:21)                                          | 1080 × 2520 (9:21) | 1080 × 2340 (9:19.5) | 720 × 1520 (9:19)                                                                  |
| Bildschirmtechnologie                        | LTPS IPS LCD                                                         | LTPS IPS LCD                                                | LTPS IPS LCD | AMOLED | IPS LCD                                                                            |
| Bildschirmeinkerbung bzw. -aussparung        | Breite Kerbe / Wide Notch                                            | Knopfloch / Pinhole                                         | Knopfloch / Pinhole | Kleine Kerbe / Small Notch | Kleine Kerbe / Small Notch                                                         |
| Betriebssystem (Auslieferungszustand)        | Android 8.1 Oreo                                                     | Android 9 Pie                                               | Android 9 Pie | Android 9 Pie | Android 9 Pie                                                                      |
| Betriebssystem (End of life)                 | Android 10                                                           | Android 11                                                  | Android 11 | Android 11 | Android 11                                                                         |
| CPU                                          | Snapdragon 625 Octa 2.0GHz Cortex-A53                                | Exynos 9609 Quad 2.2GHz Cortex-A72 + Quad 1.6GHz Cortex-A53 | Exynos 9609 Quad 2.2GHz Cortex-A72 + Quad 1.6GHz Cortex-A53                                                                          | Snapdragon 675 Dual 2.0GHz Kryo 460 Gold + Hexa 1.7GHz Kryo 460 Silver | Helio P70 Quad 2.1GHz Cortex-A73 + Quad 2.0GHz Cortex-A53                          |
| GPU                                          | Adreno 506 @650 MHz                                                  | Mali-G72 MP3                                                | Mali-G72 MP3 | Adreno 612 | Mali-G72 MP3 @900 MHz                                                              |
| RAM                                          | 4 GB LPDDR3                                                          | 4 GB LPDDR4X                                                | 4 GB LPDDR4X | 4 GB LPDDR4X | 4 GB LPDDR4                                                                        |
| Interner (Flash-)Speicher                    | 64 GB                                                                | 128 GB                                                      | 128 GB | 128 GB | 64 GB                                                                              |
| Erweiterbarer (SD-)Speicher                  | MicroSD bis 256 GB                                                   | MicroSD bis 1024 GB (1 TB)                                  | MicroSD bis 512 GB | MicroSD bis 512 GB | MicroSD bis 512 GB                                                                 |
| Rückseitige Kamerasysteme                    | 13 MP Hauptsensor 2 MP Tiefensensor                                  | 48 MP Hauptsensor (Weitwinkel) 5 MP Tiefensensor            | 12 MP Hauptsensor (Weitwinkel, in Hochformatanordnung) 16 MP Hauptsensor (Ultraweitwinkel, in Querformatanordnung) 5 MP Tiefensensor | 48 MP Hauptsensor (Weit, Samsung S5KGM1SP 0.8um, 12MP 1.6um im Quadpixelmodus) 16 MP Hauptsensor (Ultraweit, Omnivision OV16885) 8 MP Hauptsensor (Tele, Omnivision OV08A10) 5 MP Tiefensensor (Samsung S5K5E9) | 13 MP Hauptsensor (Weitwinkel, Laser-Autofokus) 2 MP Makrosensor 2 MP Tiefensensor |
| Maximale Videoauflösung rückseitige Kamera   | 4K @ 30FPS, 1080 @ 30/60FPS                                          | 4K @ 30FPS, 1080 @ 30/60FPS                                 | 4K @ 30FPS, 1080 @ 30/60FPS | 4K @ 30FPS, 1080 @ 30/60FPS | 1080 @ 30/60/120FPS                                                                |
| Blitzsystem rückseitig                       | LED                                                                  | Dual LED                                                    | Dual LED | Dual LED | LED                                                                                |
| Vorderseitige Kamera                         | 8 MP                                                                 | 25 MP                                                       | 12 MP (Weitwinkel) | 25 MP (Samsung S5K2X5 0.9um, 6.25MP 1.8um im Quadpixelmodus) | 8 MP                                                                               |
| Maximale Videoauflösung vorderseitige Kamera | 1080P @ 30FPS                                                        | 1080P @ 30FPS                                               | 1080P @ 30FPS | 1080P @ 30FPS, 720P @ 240FPS | 1080P @ 30FPS                                                                      |
| Blitzsystem vorderseitig                     | LED                                                                  | Bildschirmlicht                                             | Bildschirmlicht | Bildschirmlicht | Bildschirmlicht                                                                    |
| 3.5mm Audio-Klinke                           | Vorhanden                                                            | Vorhanden                                                   | Vorhanden | Vorhanden | Vorhanden                                                                          |
| WiFi                                         | 802.11 a/b/g/n                                                       | 802.11 a/b/g/n/ac                                           | 802.11 a/b/g/n/ac | 802.11 a/b/g/n/ac | 802.11 b/g/n                                                                       |
| Bluetooth                                    | 4.2                                                                  | 5.0                                                         | 5.0 | 5.0 | 4.2                                                                                |
| NFC                                          | Vorhanden                                                            | Vorhanden                                                   | Vorhanden | Vorhanden | Nein                                                                               |
| USB                                          | USB 2.0 / Type-C 1.0                                                 | USB 2.0 / Type-C 1.0                                        | USB 2.0 / Type-C 1.0 | USB 3.1 / Type-C 1.0 | USB 2.0 / Type-C 1.0                                                               |
| Induktives Aufladen                          | Nein                                                                 | Nein                                                        | Nein | Nein | Nein                                                                               |
| Kabelgebundenes Aufladen                     | (bis) 15W                                                            | (bis) 15W                                                   | (bis) 10W | (bis) 15W | (bis) 10W                                                                          |
| Batterie bzw. Akku                           | Fest verbaut, 3000 mAh                                               | Fest verbaut, 3500 mAh                                      | Fest verbaut, 3500 mAh | Fest verbaut, 4000 mAh | Fest verbaut, 4000 mAh                                                             |
| Fingerabdrucksensor                          | Rückseitig                                                           | Rückseitig                                                  | Rückseitig | Unterhalb des Bildschirms | Rückseitig                                                                         |
| IP-Schutzklasse                              | „P2i“ spritzwassergeschützte Nanobeschichtung ohne IP-Zertifizierung | IP 52                                                       | IP 52 | „P2i“ spritzwassergeschützte Nanobeschichtung ohne IP-Zertifizierung | IP 52                                                                              |
| Farbvarianten                                | Schwarz, Weiß                                                        | Bronze Farbverlauf, Saphir Farbverlauf                      | Jeansblau, Perlenweiß, Aquamarin | Grau, Violet, Bronze | Blau                                                                               |